# Powinowactwo chemiczne

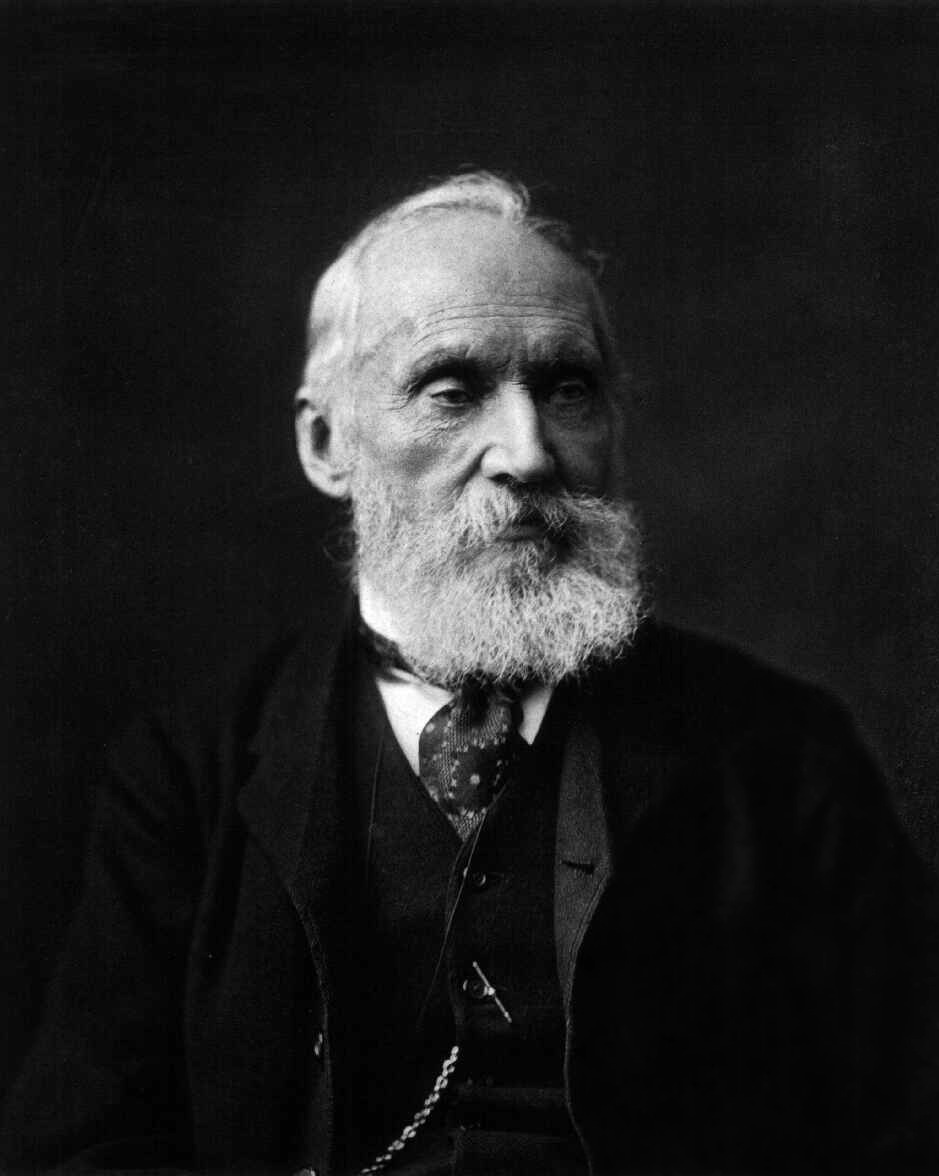
William Thomson, Lord Kelvin (1824–1907)

Powinowactwo chemiczne (A) – miara siły napędowej reakcji chemicznych, traktowanych jako samorzutne procesy, zmierzające do stanu równowagi termodynamicznej, w tym do równowagi chemicznej. Najbardziej popularnymi miarami powinowactwa chemicznego są wartości: 
- w przemianach izotermiczno-izobarycznych (T, p = const) – entalpii swobodnej reakcji: A = – Δg,
- w przemianach izotermiczno-izochorycznych (T, v = const) – energii swobodnej reakcji: A = – Δf.

Powyższe znaczenie pojęcia „powinowactwo chemiczne” jest oparte na interpretacji drugiej zasady termodynamiki, ogłoszonej przez Lorda Kelvina (William Thomson) w 1853 roku. Zastąpiło znaczenie wcześniejsze, wprowadzone ok. 1250 roku przez Alberta Wielkiego (Albertus Magnus), odnoszące się do reaktywności chemicznej. Współcześnie pojęcia „powinowactwo chemiczne” i „reaktywność” bywają stosowane zamiennie w języku potocznym: stwierdzenie, że powinowactwo chemiczne tlenu do wodoru jest bardzo wysokie, a tlenu do azotu znacznie mniejsze, oznacza, że w większości przypadków tlen chętniej reaguje z wodorem niż z azotem. Mówi się również, że np. tłuszcze mają małe powinowactwo do wody, w związku z czym są hydrofobowe.